# جيمس ريتشاردسون (شاعر)
جيمس ريتشاردسون (بالإنجليزية: James Richardson)‏ هو شاعر أمريكي، ولد في 1950 في غاردين سيتي في الولايات المتحدة.